# Поншевайнг (Мічиган)
Поншевайнг (англ. Ponshewaing) — переписна місцевість (CDP) в США, в окрузі Еммет штату Мічиган. Населення — 126 осіб (2020).

## Географія
Поншевайнг розташований за координатами 45°25′15″ пн. ш. 84°48′21″ зх. д. / 45.42083° пн. ш. 84.80583° зх. д. (45.420830, -84.805815).  За даними Бюро перепису населення США в 2010 році переписна місцевість мала площу 0,23 км², уся площа — суходіл.

## Демографія
Згідно з переписом 2010 року, у переписній місцевості мешкало 69 осіб у 33 домогосподарствах у складі 22 родин. Густота населення становила 303 особи/км².  Було 100 помешкань (439/км²).
Расовий склад населення:
| - 98,6 % — білих - 1,4 % — азіатів |

До двох чи більше рас належало 0,0 %. Частка іспаномовних становила 1,4 % від усіх жителів.
За віковим діапазоном населення розподілялося таким чином: 14,5 % — особи молодші 18 років, 62,3 % — особи у віці 18—64 років, 23,2 % — особи у віці 65 років та старші. Медіана віку мешканця становила 52,3 року. На 100 осіб жіночої статі у переписній місцевості припадало 122,6 чоловіків;  на 100 жінок у віці від 18 років та старших — 103,4 чоловіків також старших 18 років.
Середній дохід на одне домашнє господарство  становив 75 036 доларів США (медіана — 63 750), а середній дохід на одну сім'ю — 75 036 доларів (медіана — 63 750). 
Цивільне працевлаштоване населення становило 24 особи. Основні галузі зайнятості: мистецтво, розваги та відпочинок — 37,5 %, освіта, охорона здоров'я та соціальна допомога — 33,3 %, виробництво — 16,7 %, науковці, спеціалісти, менеджери — 12,5 %.